# Via Appia

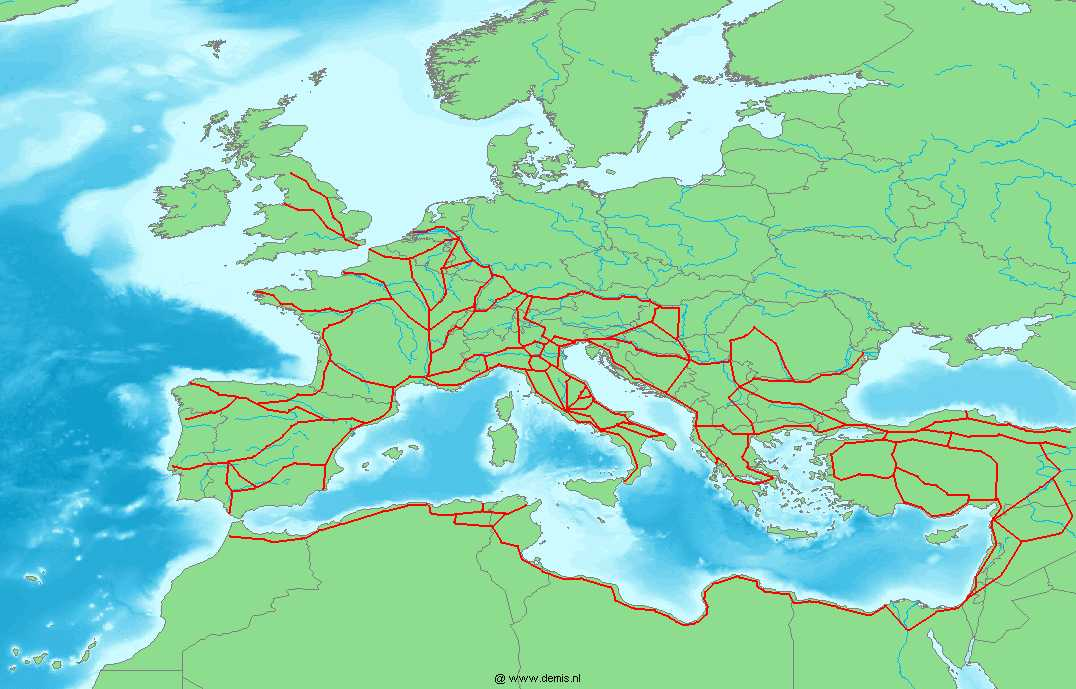
Übersicht des Straßennetzes im Römischen Reich (siehe auch Liste der Römerstraßen) im Jahre 125 n. Chr. unter Kaiser Hadrian

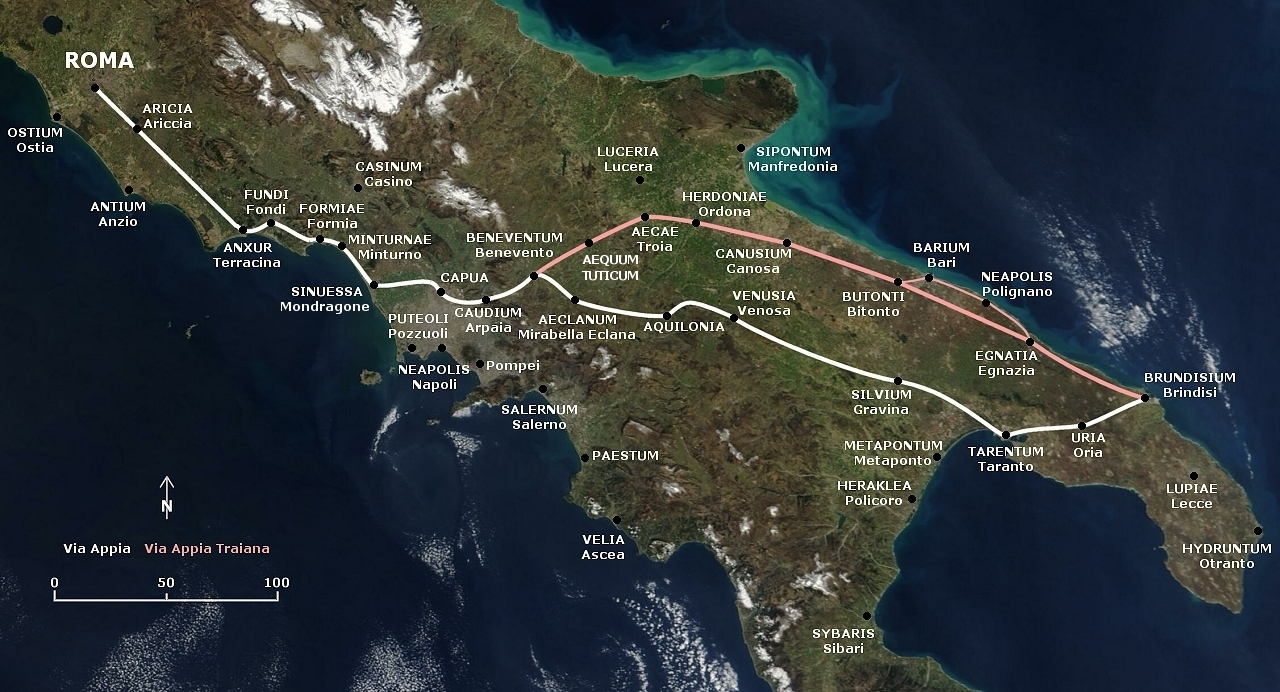
Via Appia (weiß) und Via Traiana (rot)

Die Via Appia (Appische Straße) ist eine Römerstraße, deren Bau 312 v. Chr. unter dem Konsul Appius Claudius Caecus begonnen wurde. Heute ist die Via Appia als Staatsstraße 7 (SS 7) ein wichtiger Teil des italienischen Fernstraßennetzes und hat zum großen Teil den gleichen Streckenverlauf wie die antike Straße.
Sie führt über eine Länge von rund 540 Kilometer von Rom nach Brindisi.
Dort, wo die antike Trasse nicht durch die moderne Straße überbaut ist, ist oft noch die antike Pflasterung erhalten oder ausgegraben. Diese Teile der alten Straße werden in der Regel als Via Appia Antica bezeichnet, so zum Beispiel in Rom, den römischen Vororten Ciampino und Marino, in Terracina, Mondragone, Caserta und Matera. Die moderne Straße heißt demgegenüber Via Appia Nuova.
Die ersten vorstädtischen Meilen der Via Appia Antica im Südosten Roms sind eine archäologische Sehenswürdigkeit von Rang und ein beliebtes Naherholungsgebiet. Die Straße und ihre nähere Umgebung sind als Regionalpark vor dem weiteren Heranrücken suburbaner Bebauung geschützt. Als Ausfallstraße war die Appia in der Antike von Grabmälern, von Gutshöfen und Thermen gesäumt. Neben zahlreichen oberirdischen Denkmälern finden sich am Rande der Straße einige Ausgrabungen und die Eingänge zu mehreren frühchristlichen Katakomben.

## Die antike Fernstraße

### Baugeschichte und Straßenverlauf

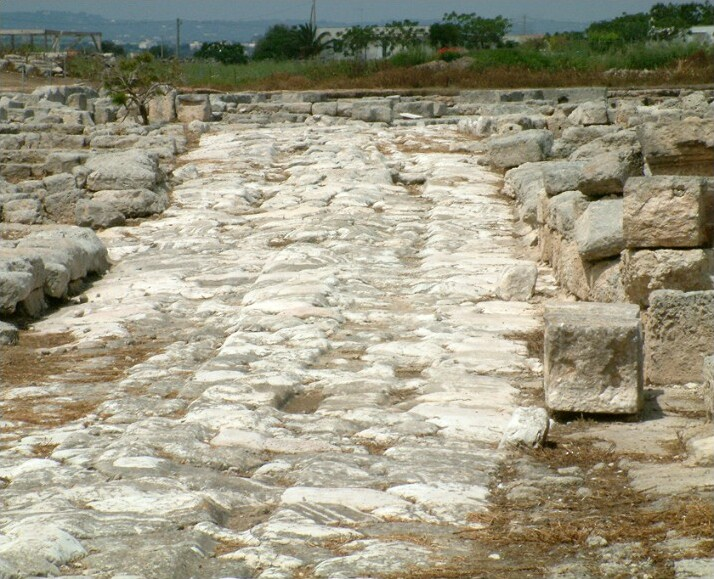
Via Traiana bei Gnathia

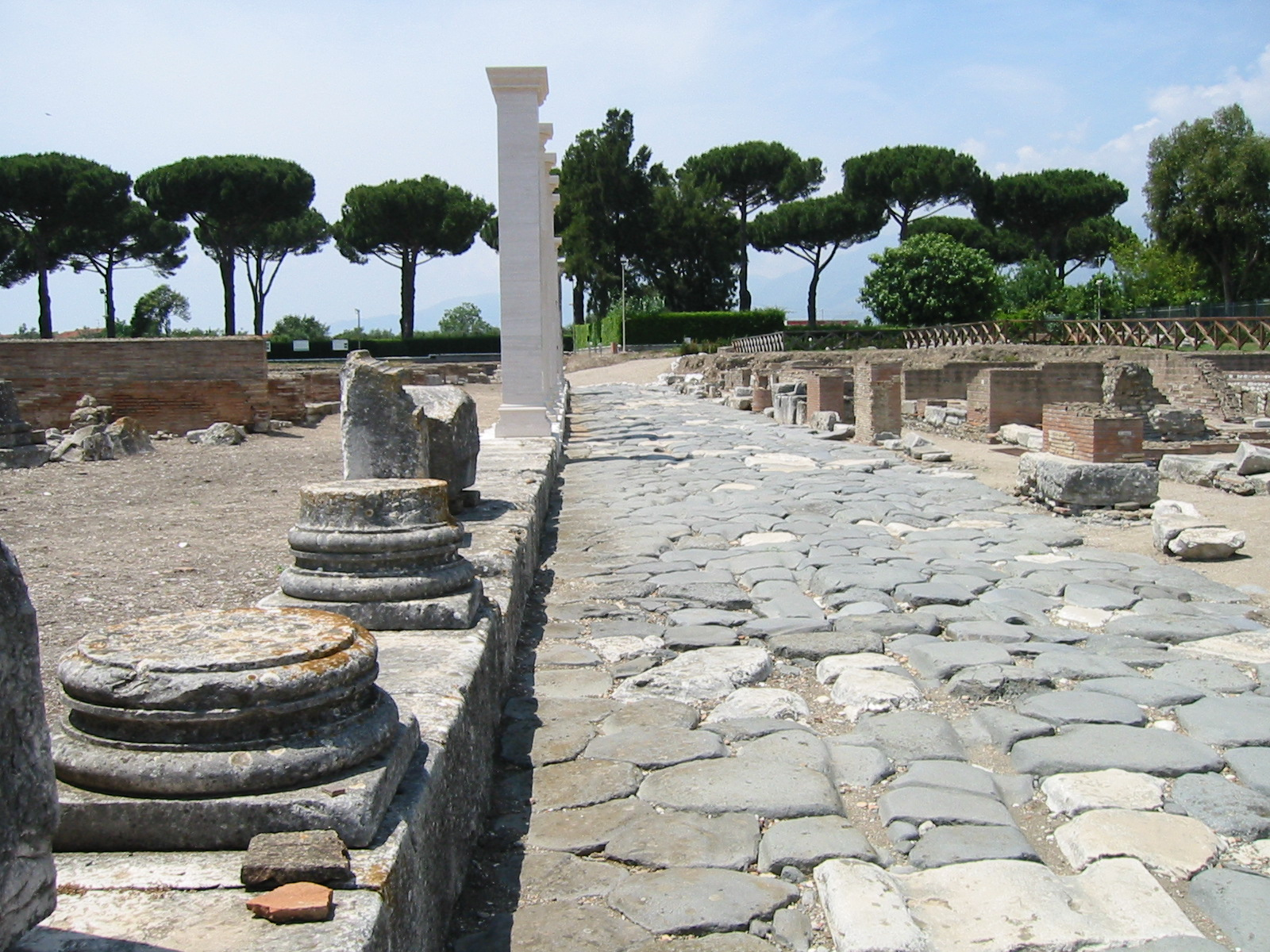
Via Appia in Minturnae

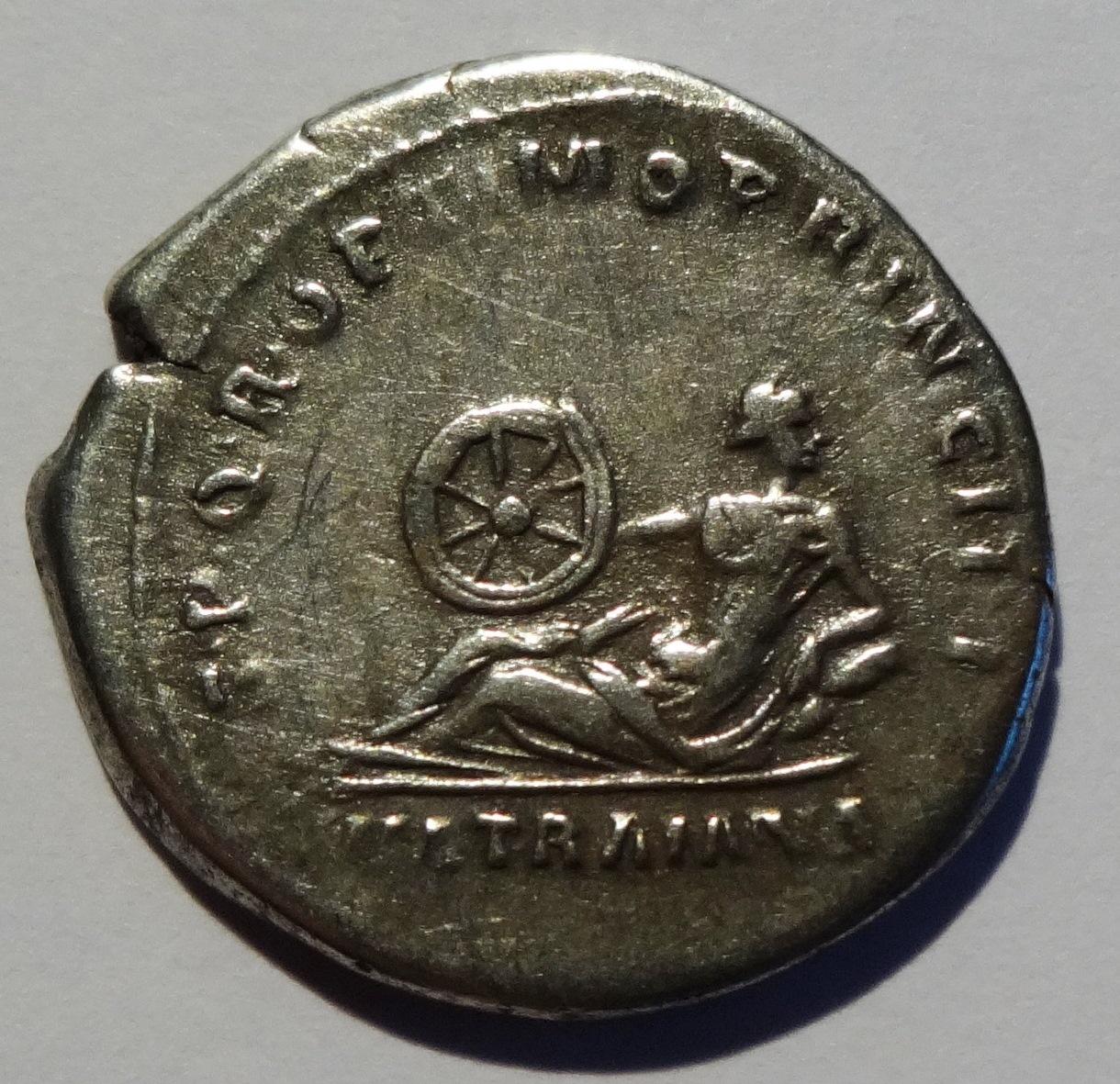
VIA TRAIANA auf Rückseite eines Denars des Trajan, Kampmann Nr. 27.60

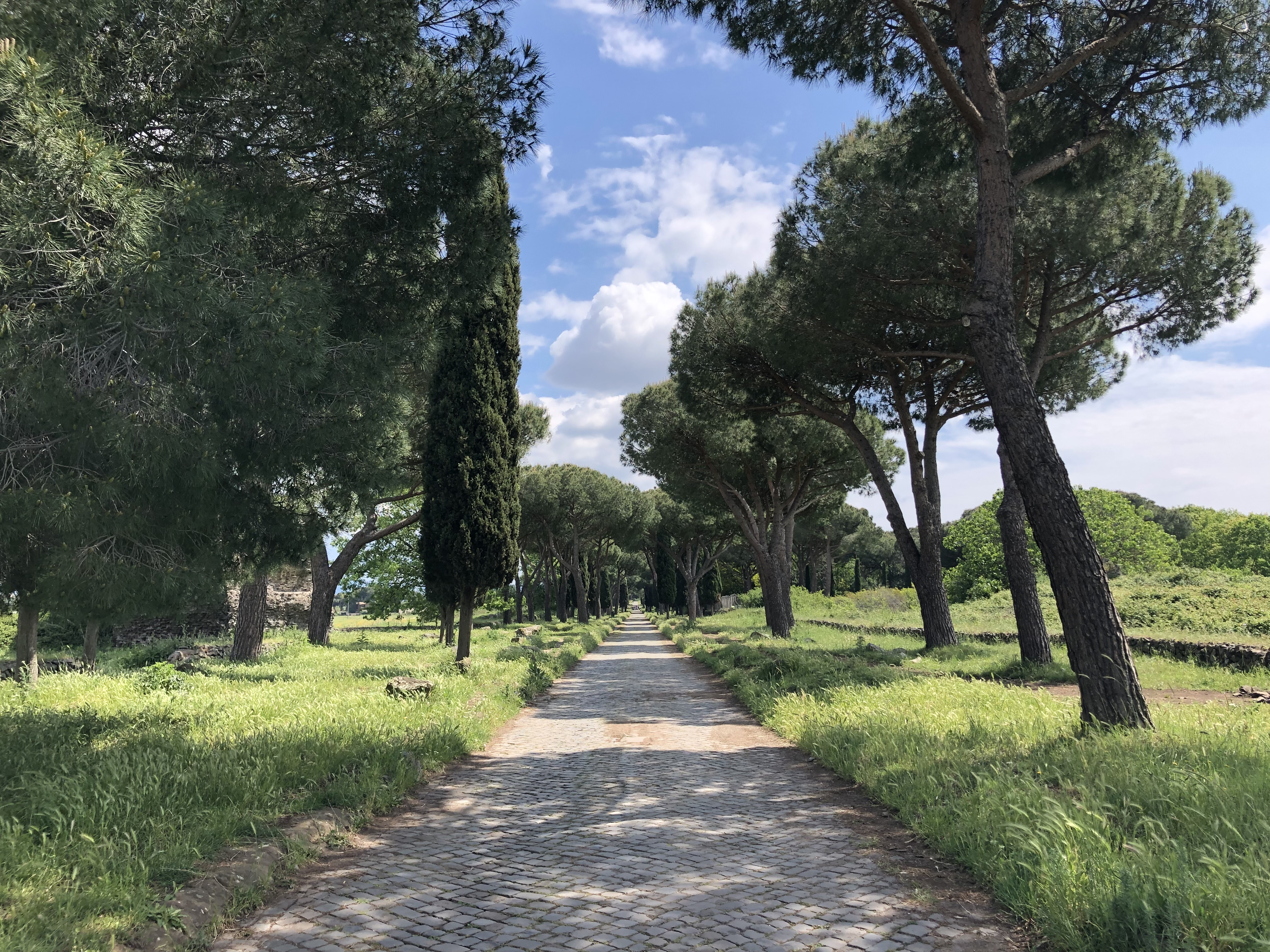
Via Appia Antica am südlichen Stadtrand von Rom

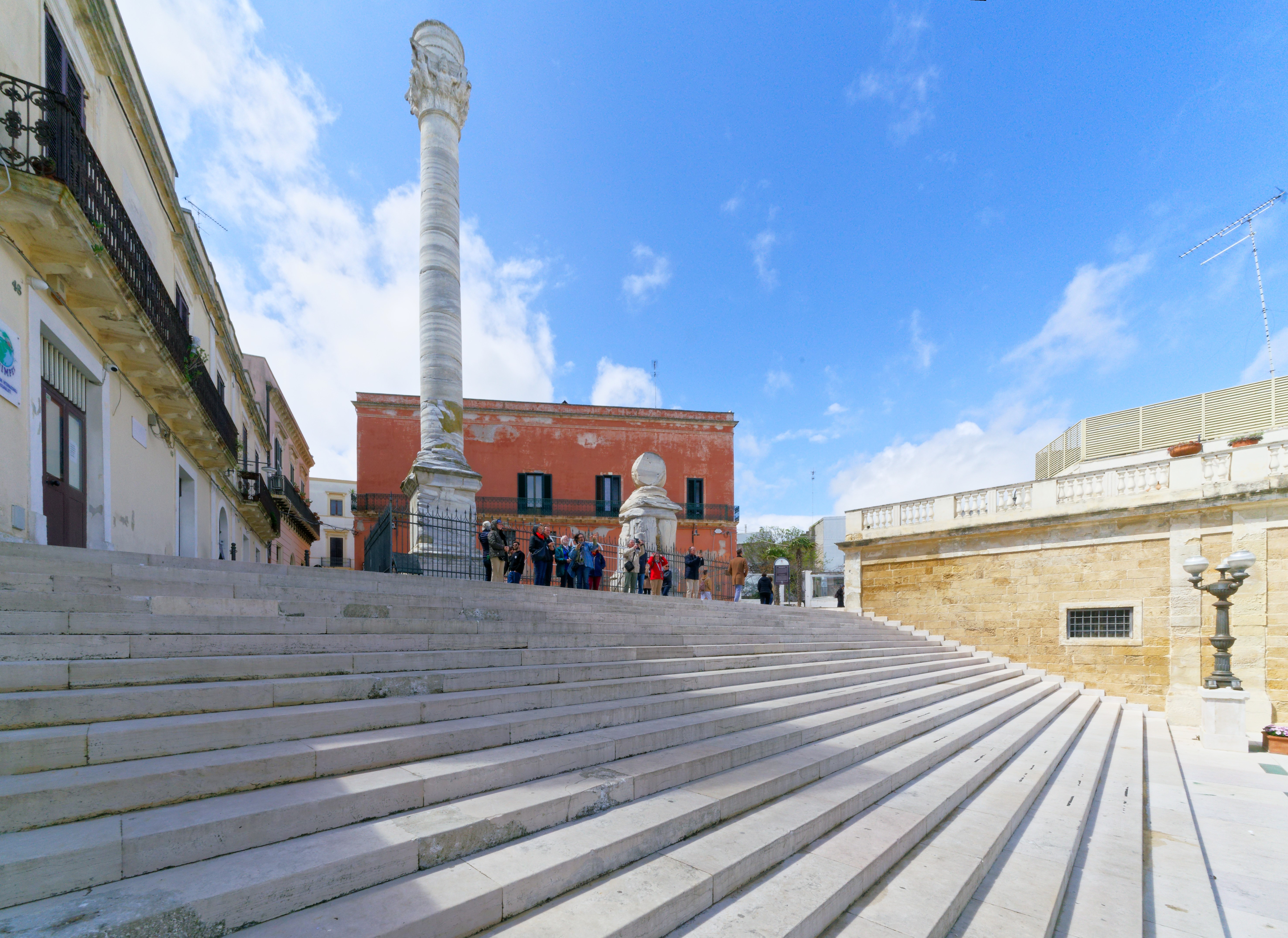
Ende der Via Appia in Brindisi

Die Via Appia wurde 312 v. Chr. von Appius Claudius Caecus begonnen. Sie beginnt in Rom an der Porta Capena. Ursprünglich führte die anfänglich noch ungepflasterte Via Appia nur über 195 Kilometer bis Capua und diente dem militärischen Nachschub gegen die Samniten. Um 190 v. Chr. wurde die Straße bis Brundisium (heute Brindisi) verlängert, das zum bedeutendsten Umschlagplatz für Waren und Sklaven aus dem Orient aufstieg. Die Via Appia wurde damit zu einer der wichtigsten Handelsstraßen Italiens oder gar des römischen Reiches. Nicht zufällig erhielt sie schon in der Antike den Beinamen Regina Viarum, „Königin der Straßen“.
In der Pontinischen Ebene verläuft die Via Appia 62 Kilometer lang geradeaus – bis heute die längste geradlinige Straße in Europa.
Die ursprüngliche Strecke führte über Benevent und Tarent nach Brindisi. Kaiser Trajan ließ von Benevent eine weitere Strecke (Via Appia Traiana) über Bari anlegen (114), die eine Abkürzung von ein bis zwei Tagesreisen darstellte. Das bedeutete, dass sich die Reisezeit Rom–Brindisi von etwa vierzehn Tagen auf zwölf bis dreizehn Tage reduzierte. Ein unter Trajan geprägter Denar erinnert an den Bau dieser Strecke, die ein Teil des großen öffentlichen Bauprogramms unter Trajan war. Auf ihm hält eine Frau als Symbol für den Verkehr ein Rad in den Händen. Im Abschnitt der Münze steht VIA TRAIANA.

### Massen-Kreuzigung entlang der Straße
Nachdem 71 v. Chr. beim Dritten Sklavenkrieg Spartacus besiegt wurde, wurden 6.000 seiner Anhänger, die die Schlacht überlebten, an der Via Appia zwischen Capua und Rom gekreuzigt.

### Kirchliche Tradition
In der kirchlichen Tradition ist die Via Appia auch die Straße, auf der Simon Petrus endgültig nach Rom zurückkehrte: „Domine, quo vadis?“ Am Anfang der Via Appia steht daher auch die Kapelle Santa Maria in Palmis an jener Stelle, an der laut der apokryphen Apostelgeschichte des Petrus (Petrusakten) der aus Rom flüchtende Petrus auf Christus traf. Der Apostel fragte Jesus, wohin er gehe (Domine, quo vadis? – Herr, wohin gehst Du?). Er antwortete ihm mit „Venio Romam iterum crucifigi“ (Ich komme nach Rom, um erneut gekreuzigt zu werden). Daraufhin kehrte Petrus beschämt nach Rom zurück, um sein Martyrium zu erleiden.

### Verfall
Ab der Spätantike setzte der Verfall der Straße durch mangelnde Instandhaltung ein. Noch 536 nutzte Belisar im Gotenkrieg die Via Appia zum Vormarsch auf Rom. Doch vor allem durch die fortschreitende Versumpfung der Pontinischen Ebene wurde der Nordteil der Straße immer weniger nutzbar. Die Aufgabe von Tres Tabernae markiert den endgültigen Niedergang.
Um die Sümpfe der Pontinischen Ebene zu umgehen, wurde die Via Appia zwischen Cisterna di Latina und Terracina durch die Via Pedemontana entlang der Monti Lepini ersetzt. Im Nord-Süd-Verkehr übernahm die Via Labicana die Rolle der Via Appia.

## Die neuzeitliche Via Appia

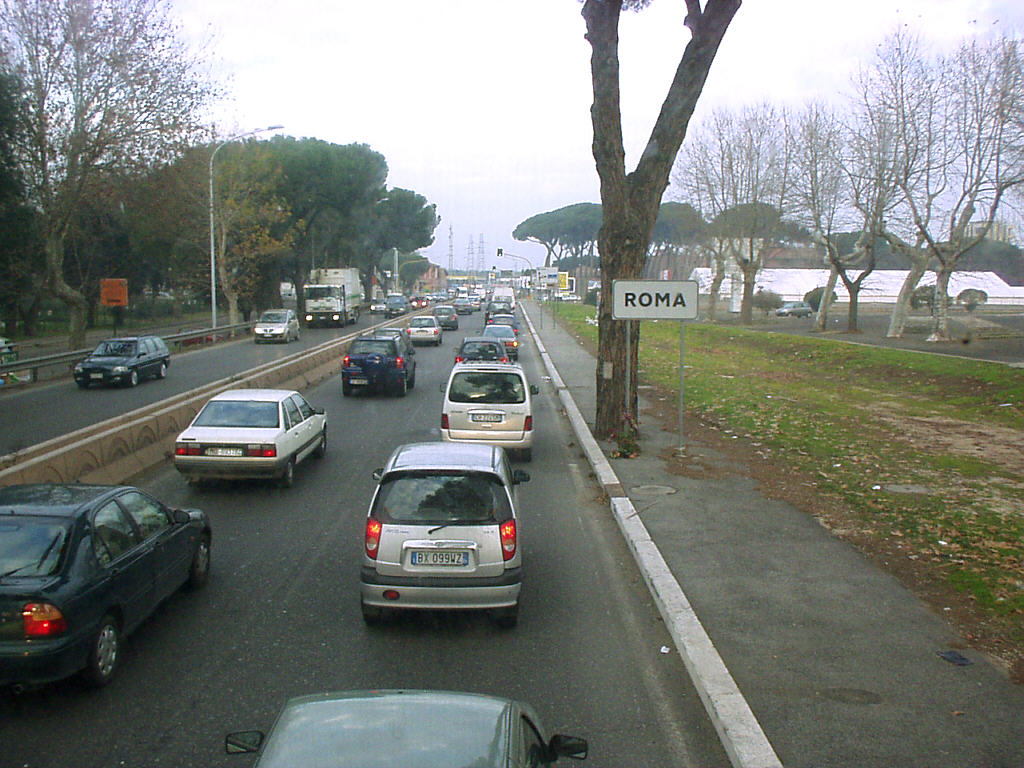
Via Appia Nuova im römischen Stadtteil Capannelle

Eine neuzeitliche Fernverkehrsstraße, die über weite Strecken der antiken Via Appia folgt, wurde ab 1784 erbaut. Im Bereich der Pontinischen Sümpfe konnte die Via Appia erst mit der Trockenlegung in den 1930er Jahren ihre Bedeutung wiedererlangen. Sie ist heute Staatsstraße (Strada statale) und trägt den Namen SS 7 Via Appia.
In Rom beginnt die Via Appia Nuova an der Porta San Giovanni. Sie verläuft nordöstlich der antiken Straße und erschließt unter anderem den Flughafen Rom-Ciampino. Im Viertel Statuario nähert sie sich der Via Appia Antica auf einen guten Kilometer an; von dort an verringert sich der Abstand langsam, aber kontinuierlich, bis die Via Appia Nuova in Frattochie, einem Stadtteil von Marino, auf die Trasse der antiken Straße einmündet.
Eine weitere Trasse auf dem Gebiet der Stadt Rom ist die Via Appia Pignatelli, die circa einen Kilometer hinter der Kirche Domine quo vadis? von der Via Appia Antica abzweigt. Sie mündet beim Stadtteil Quarto Miglia („vierte Meile“, mit Bezug auf die Via Appia) in die Via Appia Nuova.

## Der Regionalpark Via Appia Antica bei Rom
Die ersten vorstädtischen Meilen der Via Appia Antica im Südosten Roms sind eine archäologische Sehenswürdigkeit von Rang und ein beliebtes Naherholungsgebiet. 1951 wurde die Appia Antica vom römischen Autobahnring in zwei Teile zerschnitten; inzwischen ist dieser Schaden behoben, indem die Autobahn die Appia in einem Tunnel unterquert. Seit 1988 sind die Via Appia Antica und ihre nähere Umgebung als Regionalpark vor dem weiteren Heranrücken suburbaner Bebauung geschützt.
Die antike Straße begann am Circus Maximus; dieser erste Abschnitt (Viale delle Terme di Caracalla) entlang der Caracalla-Thermen ist heute massiv überbaut. Ab der Piazza di Porta Capena verläuft die Appia, zunächst als Via di Porta San Sebastiano, als schmale Nebenstraße auf neuzeitlichem Pflaster, meist schattig zwischen hohen Mauern, an Sonntagen für Durchgangsverkehr gesperrt. An der Porta San Sebastiano durchbricht sie die Aurelianische Mauer. Ab dort führt sie als Via Appia Antica aus Rom hinaus. Ab der Kapelle Santa Maria in Palmis (Domine quo vadis, siehe oben) ist die Straße von archäologischen Sehenswürdigkeiten gesäumt. Ab der Abzweigung der Via Appia Pignatelli, bevor zum ersten Mal antikes Pflaster freiliegt, ist nur noch lokaler Autoverkehr gestattet.
Die bekanntesten Sehenswürdigkeiten sind die Katakomben, die Maxentiusvilla, das Grabmal der Caecilia Metella und die Villa der Quintilier. Daneben gibt es zahlreiche kleinere Relikte von Grabmälern und anderen Gebäuden, so zum Beispiel ein lange Zeit fälschlicherweise als Herkulestempel gedeutetes Emporion. Der längste Wegabschnitt mit antikem Pflaster befindet sich nahe dem Metella-Grabmal.
An der Via Capanne di Marino endet das neuzeitliche Pflaster. Auf den letzten zwei Kilometern vor der Einmündung der SS 7 ist die antike Straße bis auf eine freigelegte Stelle zugewachsen und nur mehr am Relief und einem Trampelpfad zu erkennen. Dieser Abschnitt vermittelt einen Eindruck, wie weite Teile der antiken Straße vor ihrer Wiederentdeckung in der Renaissance ausgesehen haben dürften.

### Grabmäler entlang der Via Appia

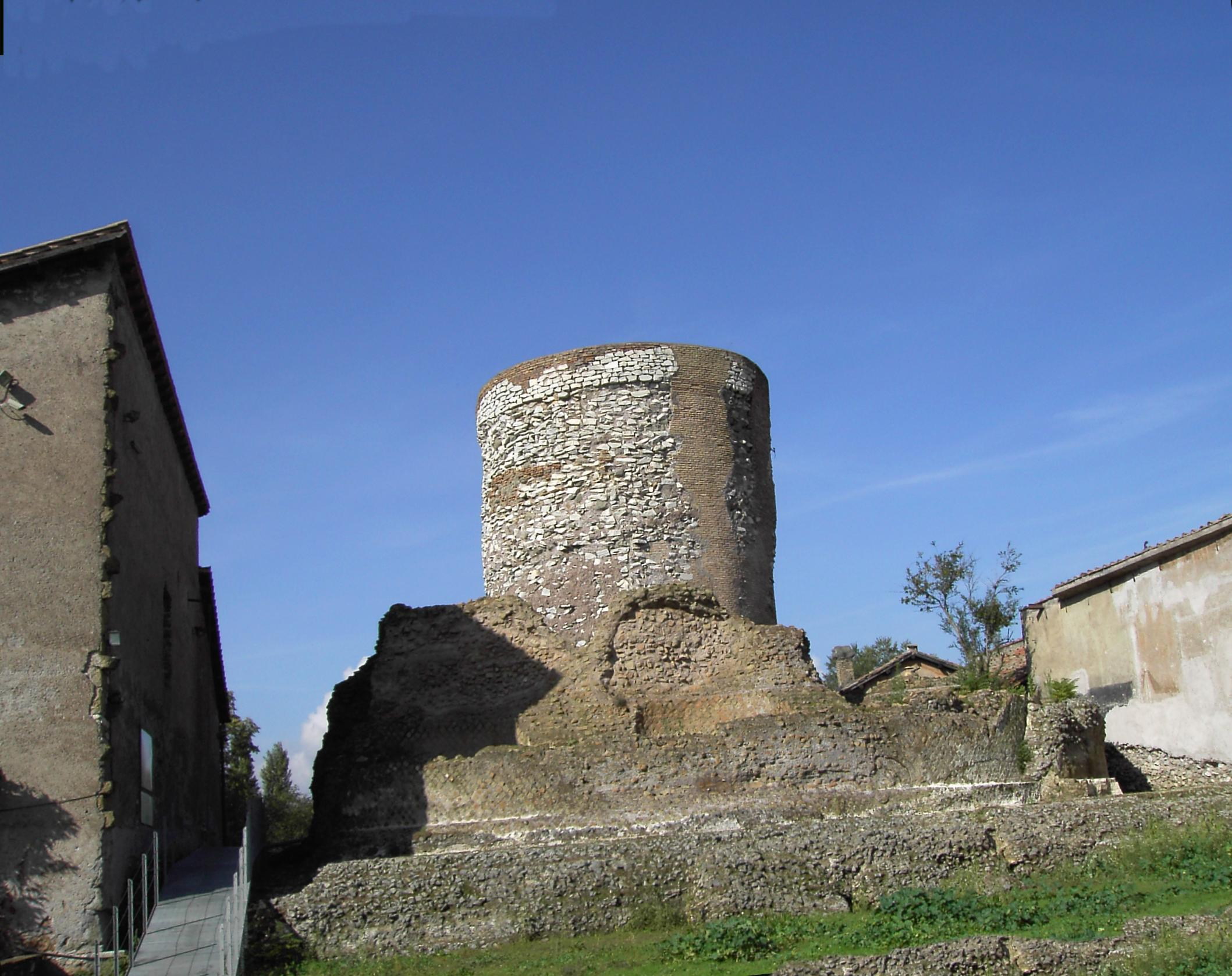
Via Appia Antica, sogenanntes Grab der Priscilla

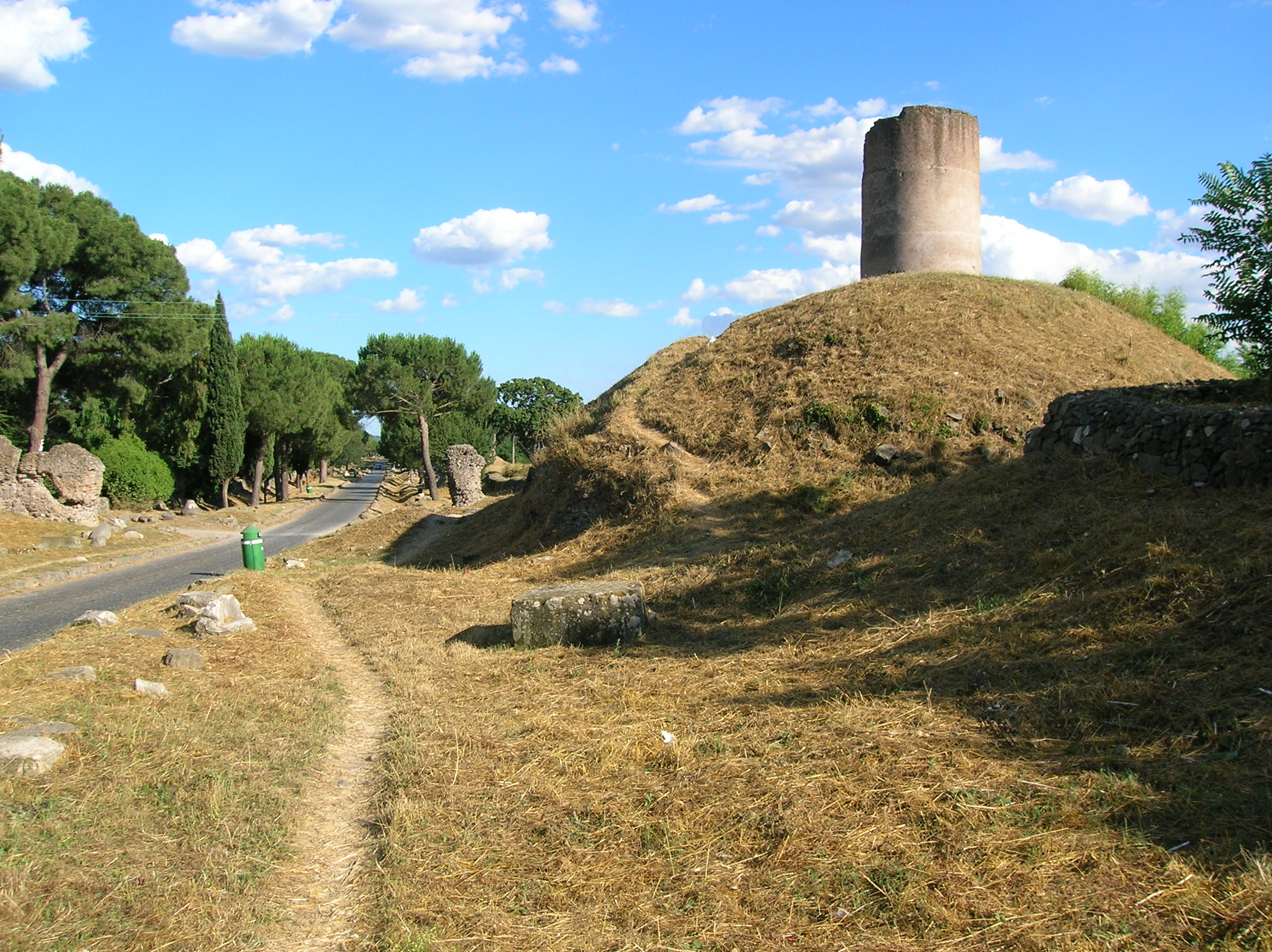
Via Appia Antica, sogenanntes Grab der Horatier bei der Villa der Quintilier

Da ein römisches Gesetz gebot, dass keine Toten im Bereich der Wohnsiedlungen bestattet werden durften, geschah dies in der Regel entlang der Ausfallstraßen. Da die Via Appia eine der wichtigsten Straßen darstellte, ermöglichte sie den hier Bestatteten bzw. ihren Familien mit ihren Grabbauten eine gute Möglichkeit der Repräsentation ihres Ansehens und Vermögens. Entlang der Via Appia sind daher nicht nur sehr viele Gräber angelegt, sondern vor allem auch eine Reihe von großen Grabmonumenten errichtet worden. Sehr bekannt sind vor allem das Grabmal der Caecilia Metella und Casal Rotondo.
In der Regel unterscheidet man drei Gräbertypen, die hier an der Via Appia zu besichtigen sind:
- Katakomben, also unterirdische massenhaft in das Erdreich geschlagene Nischengräber, die in erster Linie für die Bestattung der ärmeren Leute vorgesehen war. Die bekanntesten Katakomben an der Via Appia sind die Katakombe San Sebastian, Katakombe der Domitilla und die Calixtus-Katakombe.
- kleinere und mittlere Grabdenkmäler
- imposante Grabmonumente

### Touristische Erschließung und Denkmalschutz
Die Via Appia Antica ist ein beliebtes Ausflugsziel der Römer. Man kann sie zu Fuß oder mit dem Fahrrad besichtigen. Nahe Domine quo vadis gibt es einen Fahrradverleih. Als Zubringer verkehrt ab der Stazione Termini ein Archeobus. Der Regionalbahnhalt in S. Maria d. Mole ermöglicht es, die gesamte Appia Antica bis kurz vor der Einmündung der SS 7 zu erwandern.
2022 reichte das italienische Kulturministerium bei der UNESCO einen Antrag zur Aufnahme der Via Appia in das UNESCO-Welterbe ein.
Im Juli 2024 wurde die Via Appia vom UNESCO-Welterbekomitee in Neu Delhi als schützenswertes Kulturgut der Menschheit anerkannt.